# Пелагия Тарсийская
Пелаги́я Тарси́йская (ум. в начале IV века) — христианская мученица, жившая в Тарсе во время правления императора Диоклетиана. Память святой Пелагии в Православной церкви совершается 4 мая и 7 октября (по юлианскому календарю).
Согласно житию, Пелагия родилась в III веке в Тарсе (Киликийской области Малой Азии) в семье знатных язычников. Девушка отличалась необыкновенной красотой, получила хорошее образование, и император Диоклетиан решил сделать её женой своего усыновлённого наследника, который был пленён её красотой.

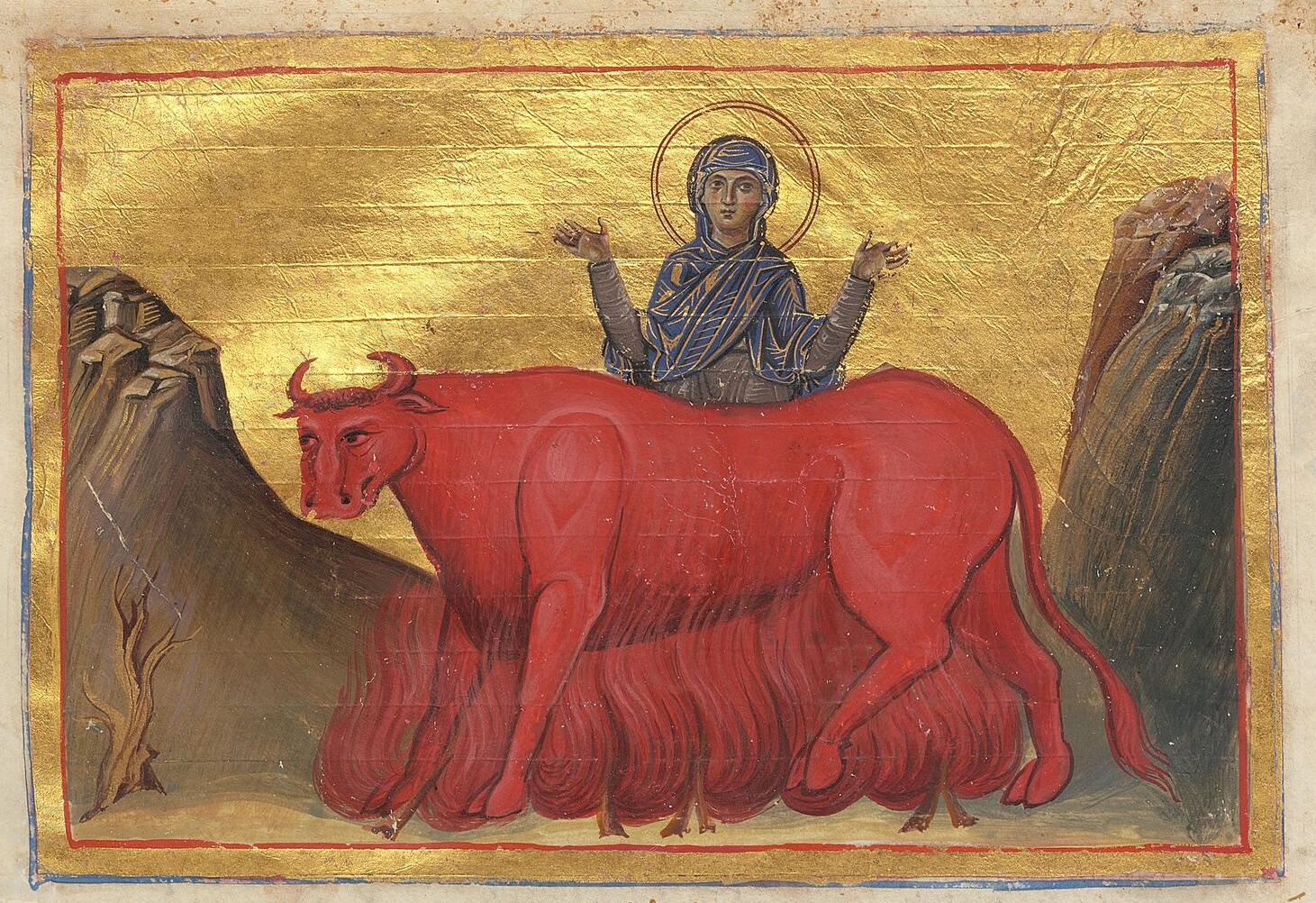
Миниатюра из Минология Василия II

Пелагия, слышавшая о христианах, их вере и мученичестве, приняла крещение от бывшего в Тарсе епископа Клинон (вместе с ней крестилась часть её слуг). После этого она отказалась вступать в брак с приёмным сыном Диоклетиана и была приведена матерью к императору, который, согласно житию, увидев её красоту, захотел сделать её своей женой. Пелагия отказала Диоклетиану, исповедала себя христианкой и была казнена через сожжение в раскалённом медном быке.
Кости святой были собраны местными христианами и погребены на одном из холмов в окрестностях города. Император Константин I Великий построил над мощами святой церковь.